# Frieden von Moskau

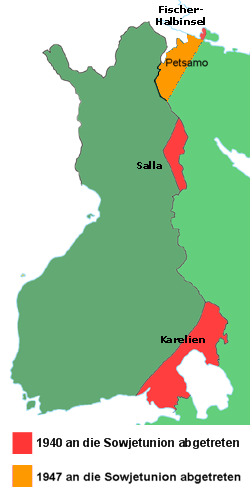
Finnische Gebietsverluste im Frieden von Moskau (1940) und im Frieden von Paris (1947)

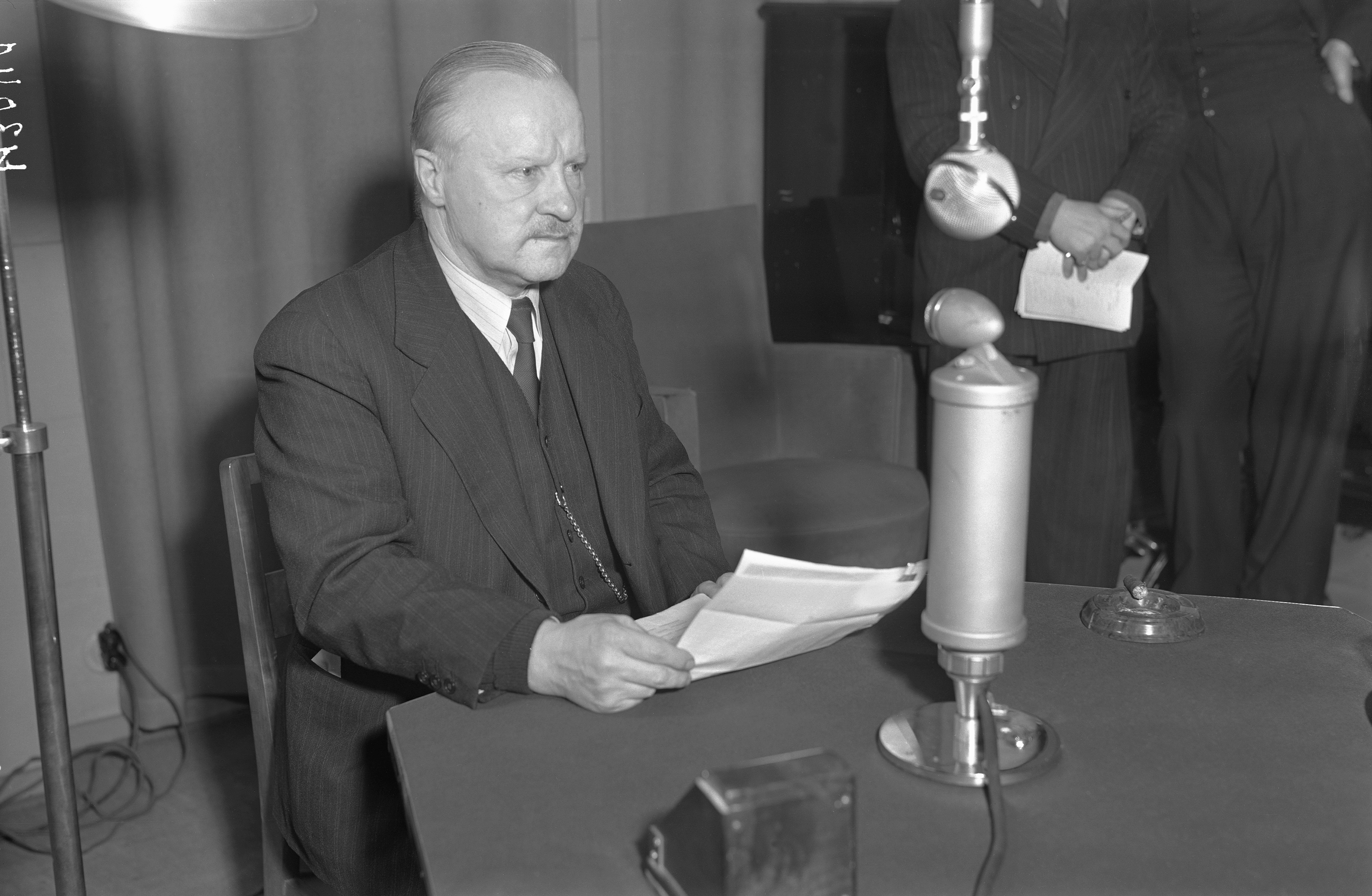
Außenminister Väinö Tanner verliest den Vertrag im Radio am 13. März 1940

Der Frieden von Moskau von 1940 beendete den 105 Tage dauernden Winterkrieg zwischen der Sowjetunion und Finnland.
Er wurde am 12. März 1940 von der Sowjetunion (vertreten durch Wjatscheslaw Michailowitsch Molotow, Andrei Alexandrowitsch Schdanow, Alexander Michailowitsch Wassilewski) und Finnland (vertreten durch Risto Ryti, Juho Kusti Paasikivi, Rudolf Walden, Väinö Voionmaa) unterschrieben und am 21. März 1940 ratifiziert.
Finnland musste Karelien, den Ostteil von Salla, die Fischerhalbinsel und einige kleinere Inseln im Finnischen Meerbusen an die Sowjetunion abtreten. Im Gegenzug durfte es seine Unabhängigkeit behalten und die Sowjetunion beendete die Bestrebungen einer Annexion des Landes.

## Hintergrund
Bereits am 29. Januar 1940 hatte die finnische Regierung erste Friedensbedingungen der Sowjetunion erhalten. Bis dahin hatte die Rote Armee gekämpft, um Finnland einzunehmen. Finnland sollte die Region Karelien, inklusive der Stadt Wyborg, und seinen Teil des Ladogasees abtreten. Zudem sollte die Hanko-Halbinsel 30 Jahre unter sowjetische Kontrolle gestellt werden; sie wurde im Fortsetzungskrieg 1941 von den sowjetischen Truppen aufgegeben.
Die finnische Regierung lehnte das Angebot ab und sandte Bitten um militärische Hilfe an Schweden, das Vereinigte Königreich und Frankreich. Da Finnland auf Unterstützung dieser Staaten und des Völkerbundes hoffte, wurden die Friedensverhandlungen langsam angegangen.
Durch das Ausbleiben ausländischer Hilfe verschlechterte sich die Situation der finnischen Armee an der Front dramatisch. Am 28. Februar beriet Ryti sich mit dem Oberbefehlshaber Carl Gustaf Emil Mannerheim, der feststellte, der Frieden müsse sehr bald, zur Not auch unter harten Bedingungen geschlossen werden, da sonst die Fronten einbrechen würden und eine Annexion seitens der Sowjetunion zu befürchten wäre. Am 29. Februar 1940 wurden die Friedensverhandlungen mit der Sowjetunion aufgenommen. An diesem Tag startete die Rote Armee einen Angriff auf Wyborg.